# البوسطجي (فلم)
البوسطجي هو فيلم مصري عرض عام 1968، مأخوذ عن رواية البوسطجي للكاتب يحيى حقي، بطولة شكري سرحان وزيزي مصطفى وصلاح منصور، ومن إخراج حسين كمال، تم تصنيف الفيلم في المركز الثاني عشر ضمن أفضل 100 فيلم في تاريخ السينما المصرية في استفتاء النقاد. واحتل المركز الخامس والثلاثين في قائمة أهم مئة فيلم عربي حسب استفتاء لنقاد سينمائيين.

## قصة الفيلم
يحكي الفيلم عن عباس البوسطجي (شكري سرحان) الذي ينقل حديثا من القاهرة إلى قرية كوم النحل بأسيوط ليعمل ناظرا لمكتب البريد. وهناك يعاني من جهل أهالي القرية وتزمتهم ومعاملتهم له بجفاء. ويشعر عباس بالحرمان العاطفي فيتفق مع غازية القرية (سهير المرشدي) لزيارته ولكن أهل القرية الذين يتربصون به ومنهم خادمه بالمكتب (حسن مصطفى) يهاجمون المنزل ويطردون الغازية ويضربونها ويفضحون عباس. وبسبب الملل الذي يعيش فيه يقرر الانتقام من أهل القرية بأن يتجسس على رسائلهم ويعرف أسرارهم. وتلفت نظره رسالة من فتاة تدعى جميلة (زيزي مصطفى) إلى حبيبها خليل (سيف عبد الرحمن) ويقرر متابعه قصتهم التي يعرف منها أن الفتاة حامل منه وأنها تستنجد به ليأتي ليتزوجها. وبالفعل يتقدم خليل لوالدها (صلاح منصور) ليتزوج منها ولكنه يرفض لأن الشاب رأى الفتاة وتعرف عليها عندما كانت تدرس بالمدرسة وهذا يتنافى مع التقاليد رغم أنه اغتصب خادمته وتسبب في قتلها. تعترف الفتاة لأمها (ناهد سمير) بأنها حامل وتطلب مساعدتها وتذهب إلى الداية (إحسان شريف) لتجهضها ولكنها تكون قد سافرت ولا تجدها. وتصل رسالة لها من خليل لإنقاذها ولكن عباس يكون قد تسبب في تلفه فلم يسلمه لها. يعرف الأب أن ابنته حامل ويقرر قتلها ولكنها تهرب من البيت وتجري على غير هدى، يطاردها الأب ويمسك بها ويقتلها ويحملها على يديه سائرا في أنحاء القرية وسط صريخ والدتها وذهول أهل القرية. يعرف عباس أنها الفتاة التي كان يبحث عنها لتسليمها خطابا جديدا من خليل ولم يحضر أحد لاستلامه ويدرك أنه كان السبب في قتلها لعدم تسلميها الخطاب فينهار ويمزق كل الرسائل التي كانت معه ويسير حزينا ويشعر أنه القاتل الحقيقي المجهول.

## طاقم التمثيل
- شكري سرحان: (عباس)
- زيزي مصطفى: (جميلة)
- صلاح منصور: (العمدة سلامة - والد جميلة)
- سيف عبد الرحمن: (خليل)
- سهير المرشدي: (ناعسة)
- مشيرة إسماعيل: (سهير - أخت خليل)
- عبد الغني قمر: (عبد السميع وهدان)
- ناهد سمير: (حليمة - والدة جميلة)
- إحسان شريف: (أم أحمد - الداية)
- حسن مصطفى: (صميدة)
- عبد العليم خطاب: (شيخ الغفر)
- أحمد الجزيري: (حسني)
- عواطف تكلا: (مريم)
- علي رشدي: (معوض فلتس)
- إسكندر منسي: (عزيز أفندي)
- حلمي هلالي
- عزت المشد
- حسن موسى
- فتحية علي: (عمة جميلة)
- علي مصطفى
- حلمي حليم
- علي عرابي
- طوسون معتمد: (عامل في دوار العمدة)
- محمود الزهيري: (مدرس الألعاب الرياضية)
- إبراهيم قدري: (بقال القرية)
- أحمد أبو عبية

## فريق العمل
- إخراج: حسين كمال
- قصة: رواية البوسطجي للكاتب يحيى حقي
- سيناريو: صبري موسى، دنيا البابا
- حوار: صبري موسى
- مدير التصوير: أحمد خورشيد
- مونتاج: رشيدة عبد السلام
- موسيقى تصويرية: إبراهيم حجاج
- إنتاج: شركة القاهرة للإنتاج السينمائي
- توزيع: شركة القاهرة للتوزيع السينمائي

## روابط خارجية
- مقالات تستعمل روابط فنية بلا صلة مع ويكي بيانات